# Jeremy Bulloch
Jeremy Andrew Bulloch, född 16 februari 1945 i Market Harborough i Leicestershire, död 17 december 2020 i Tooting i London, var en brittisk skådespelare, i första hand känd för småroller i storfilmer. Bulloch spelade bland annat Boba Fett i Star Wars-filmerna och hade även roller i James Bond-filmer. Han hade också en återkommande roll i TV-serien Robin av Sherwood, som visades på svensk TV flera gånger under 1990-talet.

## Filmografi (i urval)
- 1958 – Kattligan – Bill
- 1960 – Fångad i nätet – Bob Ketley
- 1960 – Vår franska fröken – Baines
- 1962 – Eggande toner – Joey
- 1966 – The Idol – Lewis
- 1970 – Jungfru och zigenaren – Leo
- 1971 – Maria Stuart - drottning av Skottland – Andrew
- 1973 – O Lucky Man! – ung man
- 1974 – Utan trosor i London – Gil
- 1977 – Älskade spion – besättningsman på HMS Ranger
- 1979 – En dam försvinner – partygäst
- 1980 – Rymdimperiet slår tillbaka – Boba Fett
- 1981 – Ur dödlig synvinkel – Smithers (ej krediterad)
- 1983 – Jedins återkomst – Boba Fett
- 1983 – Octopussy – Smithers
- 1984–1986 – Robin av Sherwood (TV-serie) – Edward av Wickham
- 1993 – Swing Kids - de sista rebellerna – ägare av liten klubb
- 2005 – Star Wars: Episod III - Mörkrets hämnd – kapten Colton